# 口羽春良
口羽 春良（くちば はるよし）は、戦国時代から安土桃山時代にかけての武将。安芸国の戦国大名である毛利氏の重臣・口羽通良の次男で、石見国邑智郡口羽を本拠とした父に従って、主に山陰方面で活動した。居城は石見国要路城（丁城、用路城、養老城）。

## 生涯

### 元就期
毛利氏の重臣である口羽通良の次男として生まれる。
まだ幼名の「才徳丸」を名乗っていた弘治2年（1556年）10月2日、毛利元就と毛利隆元から石見国邑智郡都賀西350貫の地を給地として与えられた。
永禄9年（1566年）閏8月15日、春良の愁訴を承認した元就は井上就重を春良のもとへ派遣し、出雲国島根郡東郷の内の100貫の地を与えることを約束。翌永禄10年（1567年）12月25日に同所を輝元から与えられる。

### 輝元期
永禄12年（1569年）、尼子勝久や山中幸盛らが尼子再興軍を率いて出雲国へ侵攻したため、毛利輝元は翌永禄13年（1570年）に出陣し、布部山の戦いにて尼子再興軍を打ち破った。元亀2年（1571年）の檜ヶ山城改修では春良自ら鍬を取って普請を急ぎ、吉川元春が思う以上の速さで普請を終わらせた。この春良の働きに元春は深く感謝し、直接対面で感謝の意を述べている。また、同年に自領に宇佐八幡宮を勧請して、松尾山八幡宮を建立した。
天正2年（1574年）、毛利氏が宇喜多直家と結んだことに反発した備中の三村元親が毛利氏から離反すると、春良はその鎮圧に従軍。翌天正3年（1575年）2月9日には、同年1月に陥落させた国吉城の城督に春良が任じられ、備中国内の鎮撫にあたっている。天正4年（1576年）8月23日には備中国川上郡の手荘700貫と阿賀郡の中津井の内の300貫、合計1000貫を輝元から与えられた。
天正6年（1578年）の4月から7月にかけて行われた上月城の戦いにも出陣し、尼子再興軍降伏の起請文に毛利側の代表として名を連ねた。なお、この戦いの最中である4月24日に兄・広通が死去し、広通の嫡男である通平が後を継いだ。
天正9年（1581年）8月中旬、小早川隆景は穂井田元清、福原貞俊・元俊父子、春良らを率いて備中国賀陽郡竹荘に軍を進め、宇喜多直家配下の備前国津高郡の国人である伊賀家久を調略。8月19日付けで小早川隆景、穂井田元清、福原貞俊・元俊父子、春良が連署して伊賀家久と起請文を交わし、伊賀氏の所領を安堵している。
天正10年（1582年）7月28日には父・通良が死去した。

### 豊臣政権下
天正13年（1585年）に毛利輝元の使者として大坂に上り、1月17日に豊臣秀吉に謁見した。秀吉は上機嫌で春良を饗応し、備中国の松山城と伯耆国の八橋城の返還に加え、小早川秀包の一時帰国を申し出た。
天正15年（1587年）、嫡男・元良に家督と所領を譲り、同年8月29日には輝元の承認を受けた。
天正16年（1588年）、輝元に従って上洛し、同年7月26日には従五位下に叙せられ、伯耆守に任官。秀吉からは豊臣姓を下賜される。また、7月28日に輝元の参議任官式が宮中で行われた際には、冠と赤装束を着用し輝元の供として従った。
天正20年（1592年）1月29日、出雲国大原郡阿用の内の544石、石見国邑智郡出羽の高見村256石と雪田200石、合計1000石を打渡される。同年4月から始まる文禄の役では甥の通平と共に輝元に従って朝鮮へ渡海した。しかし、朝鮮では豊臣秀勝をはじめとして慣れない朝鮮の風土から病にかかる者が続出し、輝元や春良も病により開寧に留まることとなる。この事態に対して曲直瀬玄朔が京都から派遣されて豊臣秀勝や輝元らの治療にあたった。曲直瀬玄朔の診療と、開寧に留まっての養生によって輝元の病は幾分快方へと向かったが、春良は同年10月11日に開寧の陣中で病没した。
春良の墓は要路城跡近くの光宅寺にある。

## 系譜
- 父：口羽通良（1513-1582）
- 母：福原広俊の娘（?-?）
- 正室：馬木乗綱の娘（?-?）
  - 長男：口羽元良（?-1645）
  - 長女：福原広俊室（?-?）
  - 次男：和智元経（?-1617） - 和智元俊の養子となる。
- 継室：出羽元祐の娘（?-?）
  - 三男：口羽元智（1578-1626）
  - 四男：口羽元武（?-?）
  - 次女：山内広通室（?-?）
  - 三女：桂元時室（?-?）
  - 五男：行円（?-?） - 愛宕山威徳院の住職を務めた後、山口の氷上山興隆寺の住職を務める[4]。
  - 四女：三村親成室（?-?）
- 側室
  - 六女：石州伊達某室（?-?）
- 母不明の子女
  - 五女：祖式元信室（?-?）